# Roswitha Matwin-Buschmann
Roswitha Matwin-Buschmann (auch: Roswitha Buschmann, * 20. Juni 1939 in Trier als Roswitha Dietrich) ist eine deutsche literarische Übersetzerin.

## Leben
Roswitha Matwin-Buschmann absolvierte ein Slawistikstudium am Dolmetscher-Institut der Universität Leipzig. Anschließend arbeitete sie drei Jahre als Übersetzerin an der Botschaft der DDR in Warschau. Nach ihrer Rückkehr in die DDR wirkte sie als Verlagslektorin für slawische Sprachen und als Übersetzerin. Ab 1970 war sie freiberuflich als Übersetzerin, Gutachterin und Redakteurin tätig. Von 1994 bis 2004 war Matwin-Buschmann Angestellte des Goethe-Instituts in Warschau. Sie lebt heute in Warschau.
Roswitha Matwin-Buschmann veröffentlichte seit 1967 zahlreiche Übersetzungen von Werken polnischer und russischer Autoren ins Deutsche.
Roswitha Matwin-Buschmann ist Mitglied im Verband deutschsprachiger Übersetzer literarischer und wissenschaftlicher Werke, VdÜ, und seit 1995 der Deutschen Akademie für Sprache und Dichtung in Darmstadt. Nachdem sie bereits in der DDR für ihre Übersetzungen zwei Verlagspreise erhalten hatte, wurde sie 1993 mit dem Johann-Heinrich-Voß-Preis für Übersetzung ausgezeichnet.

## Übersetzungen
- Janusz Anderman: Randland der Welt, Berlin 1992
- Irina A. Andrianova-Golicyna: Der goldene Bauch, Berlin 1986
- Kazimierz Brandys: Variationen in Briefen, Berlin 1975 (übersetzt unter dem Namen Roswitha Buschmann)
- Tadeusz Breza: Himmel und Erde, Berlin 1980 (übersetzt unter dem Namen Roswitha Buschmann)
- Tadeusz Breza: Die Mauern von Jericho, Berlin 1973 (übersetzt unter dem Namen Roswitha Buschmann)
- Tadeusz Breza: Nelly, Berlin 1975 (übersetzt unter dem Namen Roswitha Buschmann, zusammen mit Caesar Rymarowicz)
- Petr Ja. Čaadaev: Apologie eines Wahnsinnigen, Leipzig 1992 (übersetzt zusammen mit Heinrich Falk und Elias Hurwicz)
- Wanda Chotomska: Die Hirsch-Oma, Berlin 1978 (übersetzt unter dem Namen Roswitha Buschmann)
- Jerzy Edigey: Der Tod wartet vor dem Fenster, Berlin 1975 (übersetzt unter dem Namen Roswitha Buschmann)
- Jerzy Edigey: Urlaub in der Vorsaison, Berlin 1979 (übersetzt unter dem Namen Roswitha Buschmann)
- Hanna Gorodecka: Tagebuch einer polnischen Jüdin, Leipzig 1996
- Henryk Grynberg: Kinder Zions. Leipzig 1995
- Józef Hen: Nowolipie, Leipzig 1996
- Marek Hłasko: Die schönen Zwanzigjährigen, Frankfurt am Main 2000
- Ireneusz Iredyński: Leb wohl, Judas …, Leipzig 1983 (übersetzt unter dem Namen Roswitha Buschmann, zusammen mit Dietrich Scholze)
- Ireneusz Iredyński: Der Mensch der Epoche. Modernes Krippenspiel, Leverkusen 1995 (übersetzt zusammen mit Dietrich Scholze)
- Jacek Joachim: Die Jagd auf den Hecht, Berlin 1972 (übersetzt unter dem Namen Roswitha Buschmann)
- Kinder des Holocaust sprechen …, Leipzig 1995
- Janusz Korczak: Kinder der Straße, Kind des Salons, Gütersloh 1996
- Hanna Krall: Ach du bist Daniel, Frankfurt/Main 2002
- Hanna Krall: Eine ausnehmend lange Linie, Frankfurt/Main 2005
- Hanna Krall: Hanna Krall, Krakau 2000 (übersetzt zusammen mit Friedrich Griese)
- Hanna Krall: Da ist kein Fluß mehr, Frankfurt/Main 1999
- Hanna Krall: Hypnose, Frankfurt/Main 1997
- Maria Kuncewiczowa: Der Förster, Berlin 1982 (übersetzt unter dem Namen Roswitha Buschmann)
- Maria Kuncewiczowa: Die Fremde, Berlin 1974 (übersetzt unter dem Namen Roswitha Buschmann)
- Maria Kuncewiczowa: Die Verschwörung der Abwesenden, Berlin 1989
- Jacek Kuroń: Glaube und Schuld, Berlin 1991 (übersetzt zusammen mit Dietrich Scholze)
- Stanisław Lem: Die Falle des Gargancjan, Leipzig 1979 (übersetzt unter dem Namen Roswitha Buschmann, zusammen mit Caesar Rymarowicz)
- Stanisław Lem: Der futurologische Kongreß, Berlin 1986
- Stanisław Lem: Der Schnupfen, Berlin 1977 (übersetzt unter dem Namen Roswitha Buschmann)
- Stanisław Lem: Die Stimme des Herrn, Berlin 1981 (übersetzt unter dem Namen Roswitha Buschmann)
- Stanisław Lem: Der Unbesiegbare, Berlin 1967 (übersetzt unter dem Namen Roswitha Dietrich)
- Bolesław Leśmian: Sesam-Märchen, Leipzig 1990 (übersetzt zusammen mit Marga Erb)
- Mikołaj Łoziński: Reisefieber, München 2008
- Leszek Mech: Bolek und Lolek, Bautzen (übersetzt unter dem Namen Roswitha Buschmann)

1. Bisonjäger, 1977
2. Die goldene Stadt der Inkas, 1981
3. Der Orinoko, 1981

- Adam Michnik: Der lange Abschied vom Kommunismus, Reinbek 1992 (übersetzt zusammen mit Olaf Kühl)
- Czesław Miłosz: Die Straßen von Wilna, München 1997
- Aleksander Minkowski: Das Versteck am See, Berlin 1980 (übersetzt unter dem Namen Roswitha Buschmann)
- Kazimierz Moczarski: Gespräche mit dem Henker, Berlin 1978 (übersetzt unter dem Namen Roswitha Buschmann)
- Małgorzata Musierowicz: Celestyna oder Der sechste Sinn, Berlin 1983 (übersetzt unter dem Namen Roswitha Buschmann)
- Wiesław Myśliwski: Der helle Horizont, München 2003
- Ewa Nowacka: Tag, Nacht und Niemandszeit, Berlin 1985
- Tadeusz Nowak: Und wenn du König, und wenn du Henker bist, Berlin 1975 (übersetzt unter dem Namen Roswitha Buschmann)
- Andrzej Otrębski: Gehversuch, Berlin 1986
- Tadeusz Peiper: Wenn er nicht da ist, Berlin 1975 (übersetzt unter dem Namen Roswitha Buschmann)
- Jerzy Piechowski: Rom brennt, Berlin 1974 (übersetzt unter dem Namen Roswitha Buschmann)
- Stanisław Przybyszewski: Ferne komm ich her …, Leipzig 1985
- Tadeusz Różewicz: In der schönsten Stadt der Welt, Berlin 1971 (übersetzt unter dem Namen Roswitha Buschmann)
- Lew Semjonowitsch Rubinstein: Der schwarze Orkan, Berlin 1972 (übersetzt unter dem Namen Roswitha Buschmann)
- Dawid Sierakowiak: Das Ghettotagebuch des Dawid Sierakowiak, Leipzig 1993
- Krystyna Siesicka: Wir sind keine Sonntagskinder, Berlin 1974 (übersetzt unter dem Namen Roswitha Buschmann)
- Moris Simaško: Bitteres Gras, Leipzig 1983 (übersetzt unter dem Namen Roswitha Buschmann, zusammen mit Leonore Weist)
- Juliusz Słowacki: Briefe an die Mutter, Berlin 1984
- Julian Stryjkowski: König David lebt! Berlin 1990
- Eugenia Szajn Lewin: Aufzeichnungen aus dem Warschauer Ghetto, Leipzig 1994
- Adam Wiedemann: Gewaltige Verschlechterung des Gehörs, Göttingen 2001 (übersetzt zusammen mit Esther Kinsky)
- Stanisław Ignacy Witkiewicz: Abschied vom Herbst, Leipzig 1991
- Janusz A. Zajdel: Limes inferior, Leipzig 1993
- Andrzej Zaniewski: Die Ratte, München 1994
- Jerzy Żuławski: Auf dem silbernen Globus, Berlin 1984 (übersetzt unter dem Namen Roswitha Buschmann)